# 片野記念館
片野記念館（かたのきねんかん）は、岐阜県安八郡輪之内町にある私設の民俗博物館。

## 概要
1971年（昭和46年）5月23日開館。輪中研究家の片野知二が片野家に伝わる歴史資料をはじめ、約6,000点の近世庶民資料岐阜県中世文書影写本、同金石銘文手拓、郷土文人遺墨美術品、輪中民俗文化財及び郷土史研究の参考書籍文献などと農具、漁具、養蚕具、生活用品などとともに保管、陳列した私設の民俗博物館。片野家は輪之内町にある福束輪中の古くからの名家で、館長の片野知二は明治の木曽三川改修工事推進のために治水共同社を創設して初代取締役に就任した治水事業家の片野萬右衛門の子孫。記念館は1854年（嘉永7年）、土蔵は1857年（安政4年）のもの。

## 展示
片野家に伝わる歴史資料をはじめとして、およそ6,000点に及ぶ近代庶民資料、岐阜県中世文書影写本、輪中民俗文化財および郷土史研究の参考書籍文献などや農具、漁具、養蚕具、生活用品などを保管・展示している。片野家の屋敷内の建物を改造しており、輪中地帯に関する貴重な文献や民具が所狭しと展示されている。茶室には江戸後期の漢詩人・梁川星巌が訪れたこともあり、記念館では星巌の書画12点も所蔵する。

## 利用案内
- 開館時間 - 要電話予約
- 入館料 - 大人100円、子供50円